# تریبن
تریبن (به آلمانی: Trieben) یک شهر و شهرک با حقوق شهرک و روستای سابق در اتریش است که در ناحیه لیتسن واقع شده‌است. تریبن ۴۵٫۵۳ کیلومتر مربع مساحت دارد ۷۰۸ متر بالاتر از سطح دریا واقع شده‌است.